# 1308年
| 千纪： | 2千纪 |
| 世纪： | 13世纪 \| 14世纪 \| 15世纪                                                                                 |
| 年代： | 1270年代 \| 1280年代 \| 1290年代 \| 1300年代 \| 1310年代 \| 1320年代 \| 1330年代                           |
| 年份： | 1303年 \| 1304年 \| 1305年 \| 1306年 \| 1307年 \| 1308年 \| 1309年 \| 1310年 \| 1311年 \| 1312年 \| 1313年 |
| 纪年： | 戊申年（猴年）；元至大元年；越南興隆十六年；日本德治三年，延慶元年                                         |

## 大事记
- 1月24日（正月初一）——元武宗改年號至大。
- 1月25日——英格蘭國王愛德華二世與法蘭西的伊莎貝拉結婚。他們在一個月後（2月25日）加冕。
- 11月27日——盧森堡伯爵亨利七世獲選為羅馬人民的國王，翌年於阿亨加冕。
- 12月28日——日本花園天皇即位，為第95代天皇。
- 元武宗下令禁止白莲教。
- 元武宗派遣月魯出使欽察汗國，冊封欽察汗脫脫為甯肅王。
- 鐵木迭兒加右丞相。後任江西行省平章政事；同年，又遷雲南行省左丞相。
- 蒙古帝国第九代察合台汗都哇的幼子怯別在一次宴會上刺殺第十一代察合台汗塔里忽，成為第十二代察合台汗(或稱發生於1309年)。
- 日本鎌倉幕府第八代征夷大將軍久明親王將職位讓給其子守邦親王，回到京都。
- 安茹王朝分支卡佩安茹的查理加冕為匈牙利王國國王，開創安茹-西西里王朝，稱查理一世。

## 逝世
- 劉玉，道教净明派创始人（出生1257年，51岁）
- 後二條天皇，日本鎌倉時代的第94代天皇（出生1285年，23岁）
- 塔里忽，第十一代察合台汗，察合台玄孫（或逝世於1309年）。